# 阮虔芷
阮虔芷（1957年11月27日—），生于台湾澎湖县，台湾女演员及电视剧製作人，雅晨傳播創辦人。阮虔芷曾出演《星星知我心》裡的郭玉鈴、《哑妻》、《又见阿郎》等多部电视剧，尤其在1992年电视剧《新白娘子传奇》中饰演观世音菩萨。

## 经历
阮虔芷小时候家境困苦，父亲是一名公务员。父亲离世之后，阮虔芷18岁高中毕业后来到台北谋生。阮虔芷起初从事会计行业，但被星探挖掘成为台视签约演员。1982年阮虔芷在《又见阿郎》中出演重要配角，被提名電視金鐘獎新人獎。1991年阮虔芷首次以制片人身份制作电视剧《法令情深》。

## 家庭
阮虔芷的丈夫是台湾电视剧制作人夏延平，兩人共同經營雅晨傳播，育有一子一女。女儿曾在英国牛津大学就读预科学校，儿子曾在温哥华就读少年航空学校。